# Berta Svensson-Piehl
Berta Eleonora Svensson-Piehl, född 14 maj 1892 i Stockholm, död 14 oktober 1963 i Stockholm, var en svensk målare, tecknare, grafiker och bokkonstnär.
Hon var dotter till målarmästaren Carl Svensson och hans hustru född Nilsson och från 1928 gift med arkitekten Conrad Piehl. Svensson-Piehl studerade vid Althins målarskola 1907–1911 och vid Tekniska skolans högre konstindustriella avdelning 1911–1914 samt för Otte Sköld 1952. Hon var efter sin utbildning under flera år lärare vid Skolan för bok- och reklamkonst i Stockholm. Hon utförde några dekorativa takmålningar i olika privathus i Stockholm men hennes huvudsysselsättning var grafiken och reproduktionskonsten där hon från mitten av 1910-talet utförde en mängd exlibris för bland annat Skogshögskolan och Svenska bibelsällskapet. Som bokkonstnär utförde hon en rad omslag, vignetter och anfanger till bland annat Svensk emigrations- och egnahemspolitik 1907–1930, Hugo Lagerströms Svensk bokkonst 1920 och Adrian Molins Stafetten går vidare 1936 samt omslag och band till en rad böcker från olika förlag. Hon utförde ett flertal illustrationer till planschverket Sveriges domkyrkor 1947 och under fyra decennier från 1920 tecknade hon Nobelprisdiplomen i litteratur och medicin. Hon vann 1917 första pris i en tävling arrangerad av Svenska slöjdföreningen med framtagandet av en ny bokstavstyp. Hon medverkade i ett flertal utställningar bland annat i den internationella Parisutställningen 1925 där hon tilldelades en silvermedalj och i Liljevalchs konsthantverksutställning 1925, en internationell bokkonstutställning i Leipzig 1927, Föreningen Svenska Konstnärinnors utställning i Köpenhamn, Stockholmsutställningen 1930 och Sveriges allmänna konstförenings vårutställning på Liljevalchs konsthall 1952. Hennes stafflikonst består av porträtt, stilleben och landskapsmålningar utförda i olja samt bokband och vinjetter. Svensson-Piehl är representerad vid Stuttgart museum och Nationalmuseum .